# Kiskereki
Kiskereki (Cherechiu) település Romániában, Bihar megyében.

## Fekvése
Székelyhídtól északkeletre fekvő település

## Története
Kiskereki Árpád-kori település. Nevét az oklevelek 1214-ben említették először Kerecu néven.
A település a kereki nemesek birtoka volt.  1262-ben János nevű birtokosa Szatmár vármegyében megveszi a lakatlan Adonyt és Vezendet.
1284-ben János leányát, a Zaah nemzetségbeli (Zách nemzetség) Vgrin özvegyét említették.
1291-1294 közötti időkben már három faluból állt: János faluja elsőízben 86, másodszor 42 kepe, Mihály faluja először 34, másodszor 30 kepe, Gál faluja először 9 kepe tizedet adott a püspöknek. E három falu birtokosai (János, Gál és Mihály) Keserű szomszédai voltak.
János 1302-ben átiratta adz 1262-ben keltezett oklevelét Adonyról és Vezendről, s fiai 1321-ben lemondtak Gálospetriről. János fia, az ifjabb János 1325-ben a Gutkeled nemzetségbeliekkel szemben folytatott perben elveszítette Székelyhidát.
1333-ban Egyházaskereki birtokosai; Eleki Mihály fiai a keresztúriak itteni részének elhatárolását tiltják.
1279-ben papja a váradi káptalan megbizottja volt Irinyben.
1336-1337-ben a pápai tizedjegyzék szerint 5 garas pápai tizedet fizetett.
A 20. század elején Bihar vármegye Székelyhídi járásához tartozott.
1910-ven 1026 lakosa volt, valamennyi magyar; melyből 21 római katolikus, 28 görögkatolikus, 959 református volt.
2002-ben 2483 lakosábol: 2035 magyar, 46 román, 401 roma, 1 fő német nemzetiségű volt.
2011-ben 2416 lakosából 2246 magyarnak, 43 fő románnak és 75 fő cigány nemzetiségűnek vallotta magát.